# Spitziger Streifenfarn
Der Spitziger Streifenfarn (Asplenium onopteris) ist eine Pflanzenart aus der Gattung der Streifenfarne (Asplenium) innerhalb der Familie der Streifenfarngewächse (Aspleniaceae).

## Beschreibung

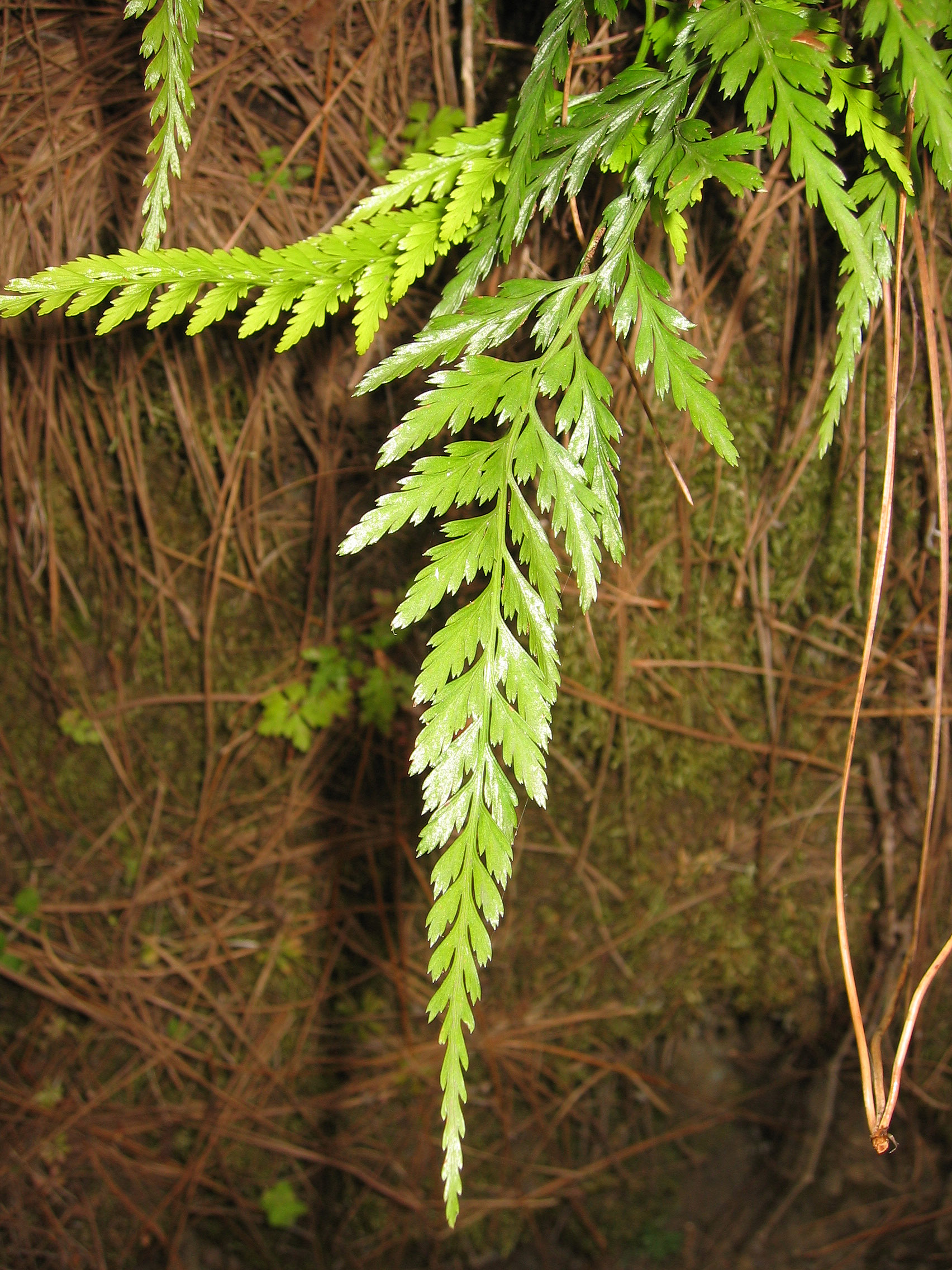
Habitus im Habitat

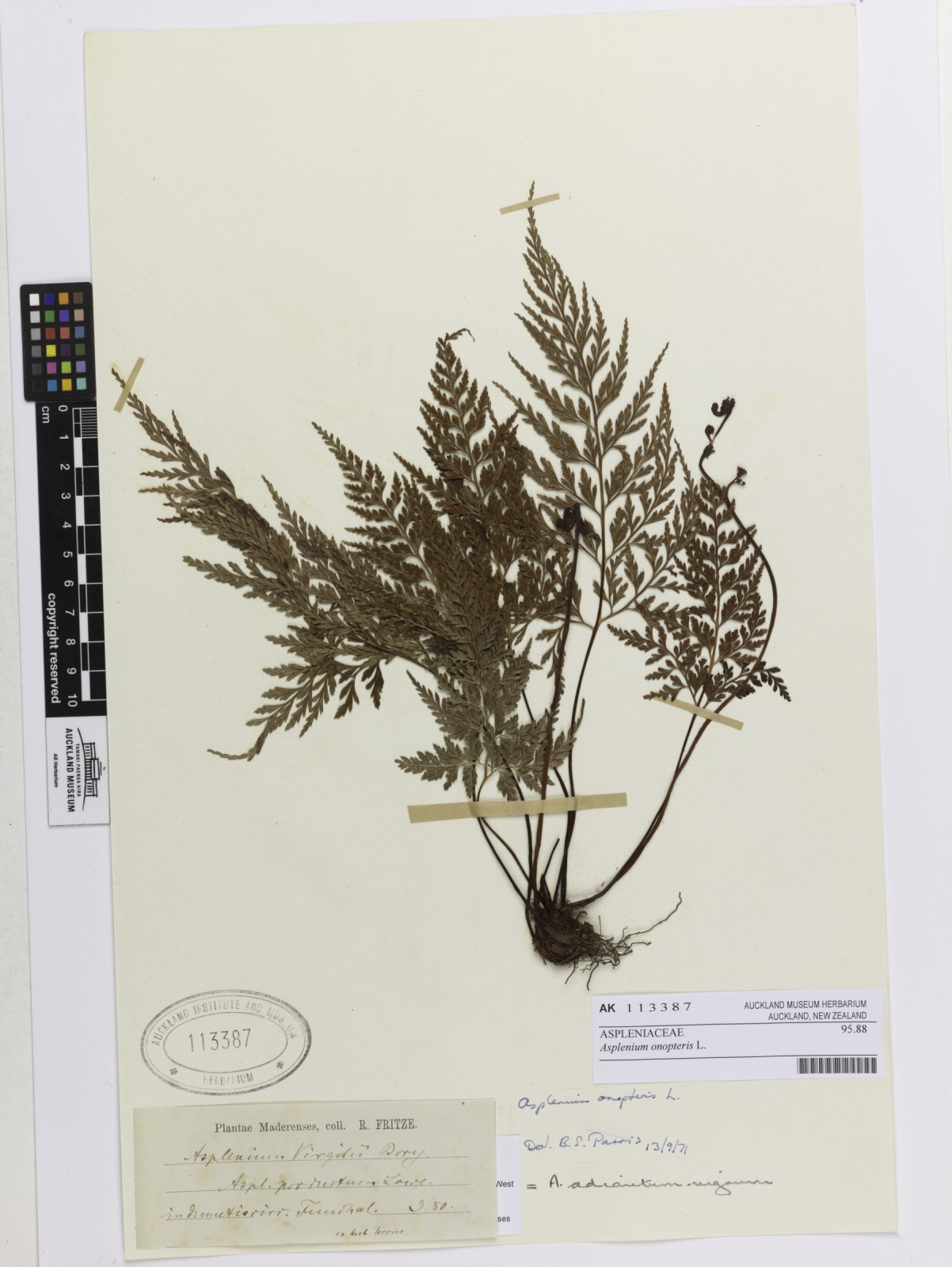
Herbarexemplar

Der Spitziger Streifenfarn wächst als ausdauernde krautige Pflanze und erreicht Wuchshöhen von 10 bis 50 Zentimetern. Der Blattwedel ist in Blattstiel und Blattspreite gegliedert. Der Blattstiel ist rot-braun und am Grunde verdickt. Die ledrige und dunkelgrün glänzende Blattspreite ist im Umriss dreieckig-eiförmig und zwei- bis vierfach gefiedert. Die Fiederenden sind verlängert (geschwänzt) und gegen die Spreitenspitze zu gekrümmt. Die Spreitenabschnitte letzter Ordnung sind lanzettlich bis linealisch, am Grund schmal keilförmig und oben scharf grannenartig gezähnt. Die Sori sind nahe den Mittelrippen angeordnet. 
Die Sporen reifen von Mai bis Oktober.
Die Chromosomenzahl beträgt 2n = 72.

## Vorkommen
Der Spitzige Streifenfarn kommt in weiten Teilen des Mittelmeerraums sowie in Makaronesien vor. Er kommt außerdem in Irland, Polen, in der Türkei, in Nordafrika, in Zypern, Israel, Palästina, Libanon, Syrien und im Iran vor. In Deutschland kommt er nicht vor und in Belgien ist seine Ursprünglichkeit fraglich. In der Schweiz hat er Vorkommen im Tessin und im Puschlav. Der Spitzige Streifenfarn gedeiht am besten in schattigen Felsspalten in Wäldern und Gebüschen auf basenarmen, sauren, trockenen Böden. Er steigt im Puschlav bei Roncase bis in eine Höhenlage von 1200 Meter auf.
Die ökologischen Zeigerwerte nach Landolt et al. 2010 sind in der Schweiz: Feuchtezahl F = 2+ (frisch), Lichtzahl L = 3 (halbschattig), Reaktionszahl R = 2 (sauer), Temperaturzahl T = 5 (sehr warm-kollin), Nährstoffzahl N = 2 (nährstoffarm), Kontinentalitätszahl K = 3 (subozeanisch bis subkontinental).

## Taxonomie
Die Erstveröffentlichung von Asplenium onopteris erfolgte 1753 durch Carl von Linné in Species Plantarum, Tomus II, Seite 1081. Das Epitheton hatte er von Tabernaemontanus übernommen; onopteris bedeutet "Eselsfarn" von onos für „Esel“ und Pteris für= „Farn“. Ein Synonym für Asplenium onopteris ist Asplenium adiantum-nigrum subsp. onopteris (L.) Heufl.